# Віхфрід (архієпископ Кельна)
Віхфрід (Вігфрід) (нім. Wichfri(e)d; бл. 900 — 9 липня 953) — 9-й архієпископ Кельна в 924—953 роках. Відомий численними даруваннями монастирям і церквам.

## Життєпис
Походив зі впливового роду Матфридінгів. Старший син Герхарда І, графа Меца, та Оди (доньки Оттона I, герцога Саксонії). Народився близько 900 року в Меці.
Замолоду обрав собі церковну кар'єру. Спочатку служив при Кельнському соборі. У 924 році після смерті Германа I фон Блісгау за підтримки свого вуйка Генріха I, короля Східнофранкської держави, обирається новим архієпископом Кельна.
Продовжив політику опіки над монастирями, насамперед Св. Урсули, якому 927 року передав церкву Св. Марії з усіма доходами.
935 року передав маєток Рурдорф жіночому монастирю Св. Урсули. 936 року після смерті Генріха I намагався вибороти право коронації нового володаря Оттона I, але не зміг перебороти вплив Майнцького і Трірського архієпископів. Тому коронацію провів з Гільбертом Майнцьким й Руотбертом Трірським. 
Віхфрід був першим Кельнським архієпископом, який видав офіційні пергаментні сертифікати на основі королівської моделі. Оттон I призначив Віхфріда архікапеланом (головою) королівської капели (церковної ради), а потім архіканцлером.
941 року надав жіночому монастирю Св. Цевилії в Кельні десятину від Ксантену, гуфи (12 га) в Рондорфі, Гюннінгені, Боклемюндті; Фрехенській церкві — десятину Бренігу в Бонні та виноградники біля Рейну. 950 року передав половину області Губбелрат монастиреві Св. Урсули.
Помер 953 року. Поховано в церкві Св. Гереона в Кельні.